# GW Shimano
A GW Shimano (Código UCI: GWS) foi uma equipa ciclista colombiana de categoria Continental.

## História
A equipa iniciou-se em 2008 como um projecto de ciclismo amador com ciclistas sub-23 com o objectivo de apoiar o ciclismo jovem do país e participar em diferentes carreiras a nível nacional. Depois no ano de 2016 a equipa ascende à categoria Continental onde correu as principais carreiras do calendário do ciclismo colombiano.

### Dissolução
A equipa desaparece na temporada de 2019 baixo a fusão de três equipas colombianas que tinham patrocínio da antiga entidade governamental Coldeportes, eles eram Coldeportes Zenú, Coldeportes Bicicletas Strongman e GW Shimano (este último não era patrocinado pela Coldeportes); para consolidar uma nova equipa de categoria Continental chamado Colombia Tierra de Atletas-GW Bicicletas num projecto para cimentar a Colômbia como uma potência de ciclistas e a formação integral do atletas nas categorias feminina, prejuvenil, juvenil, sub-23 e elite; com o objectivo de participar em diferentes carreiras a nível nacional e internacional.

## Material ciclista
A equipa utilizou bicicletas GW e componentes Shimano.

## Classificações UCI
As classificações da equipa e do seu ciclista mais destacado são as seguintes:

### UCI America Tour
| Temporada | Classificação por equipas | Melhor corredor   | Posição |
| 2016      | 31º                       | Edward Díaz       | 239º    |
| 2017      | 42º                       | Juan Pablo Rendón | 188º    |
| 2018      | 24º                       | Walter Pedraza    | 113º    |
| 2019      | 15º                       | Brandon Rivera    | 74º     |

### UCI Europe Tour
| Temporada | Classificação por equipas | Melhor corredor  | Posição |
| 2018      | 132º                      | Alejandro Osorio | 1367º   |

## Palmarés
Para anos anteriores veja-se: Palmarés da GW Shimano.

### Palmarés de 2019

#### Campeonatos continentais
| Datas     | Carreiras                                    | Ganhador       |
| 1 de maio | Campeonato Panamericano Contrarrelógio (CRI) | Brandon Rivera |

## Elencos
Para anos anteriores, veja-se Elencos da GW Shimano

### Elenco de 2019
| Integrantes da equipe 2019 | Integrantes da equipe 2019 | Integrantes da equipe 2019    | Integrantes da equipe 2019 |
| Ciclista                   | Data de nascimento         | Equipe anterior               |                            |
| -------------------------- | -------------------------- | ----------------------------- | -------------------------- |
| Carlos Alzate              | 23 março 1983              | UnitedHealthcare (2018)       |                            |
| José Serpa                 | 17 abril 1979              | Supergiros (2017)             |                            |
| Walter Pedraza             | 27 novembro 1981           | Colombia (2015)               |                            |
| Wilson Cardona             | 25 setembro 1995           | Orgullo Antioqueño (2015)     |                            |
| Heiner Parra               | 9 outubro 1991             | Boyacá es Para Vivirla (2017) |                            |
| Yeison Reyes               | 11 março 1994              |                               |                            |
| Juan Pablo Suárez          | 30 maio 1985               | EPM (2018)                    |                            |
| Nicolás Castro             | 28 julho 1988              | EPM (2018)                    |                            |
| Brandon Rivera             | 21 março 1996              | UC Monaco (2018)              |                            |
| Luis Felipe Laverde        | 6 julho 1979               | Coldeportes-Zenú (2018)       |                            |
|                            |                            |                               |                            |
| Fonte: ProCyclingStats     |                            |                               |                            |